# Krzyż Służby Quezona
Krzyż Służby Quezona (filip. Krus ng Serbisyo ni Quezon, ang. Quezon Service Cross) – filipińskie najwyższe odznaczenie państwowe, noszące imię pierwszego prezydenta Wspólnoty Filipin Manuela Luisa Quezona, nadane jedynie pięciu Filipińczykom od momentu ustanowienia w 1946.

## Historia i charakterystyka
Krzyż został ustanowiony 21 października 1946 z inicjatywy prezydenta Manuela Roxasa, rezolucją pierwszego Kongresu Filipin. Zgodnie z jej prawomocną treścią odznaczenie to jest przyznawane przez Prezydenta Filipin, w porozumieniu z Kongresem Filipin, za „wzorową służbę dla narodu w taki sposób i w takim stopniu, który zwiększył prestiż Republiki Filipin, lub przyczynił się do trwałych korzyści jego mieszkańców”.
Przeznaczony jest wyłącznie do honorowania Filipińczyków.

## Wygląd
Odznaczenie ma formę tzw. komandorii. Noszone jest na szyi, na wielokolorowej wstędze (kolejne paski: biały-zielony-biały-zielony-żółty-czerwony-biały-czerwony-żółty-zielony-biały-zielony-biały), o szerokości 55 mm. Odznaka ma kształt krzyża maltańskiego z zielonymi krawędziami i środkowym medalionem ze złoconym wizerunkiem patrona na zielonym tle, otoczonym białym pierścieniem ze złoconym napisem „SIC FLORET RESPUBLICA” (NIECH KWITNIE REPUBLIKA). Pomiędzy i pod ramionami krzyża ułożone są 64 złote promienie, zebrane w osiem pęków. Funkcję zawieszki między odznaką i wstęgą pełni wieniec z dwóch gałązek jaśminowych (sampaguita).
Odznaka wykonana jest ze złoconego srebra, a jej kolorowe elementy malowane za pomocą emalii.
Baretka odznaczenia jest w barwach wstęgi i ma wymiary 10 x 30 mm.

## Odznaczeni
Lista pełna:
- Carlos Peña Rómulo, generał amerykański i filipiński, dyplomata – 12 kwietnia 1951
- Emilio Aguinaldo, przywódca powstania o niepodległość, prezydent – 12 czerwca 1956
- Ramon Magsaysay, partyzant w czasie II wojny światowej, b. prezydent – lipca 1957 (pośmiertnie)
- Benigno Aquino, lider opozycji, zamordowany przez tajne służby – 21 sierpnia 2004 (pośmiertnie)
- Jesse Robredo, sekretarz spraw wewnętrznych, zginął w katastrofie – 26 listopada 2012 (pośmiertnie)